# Joseph Bara

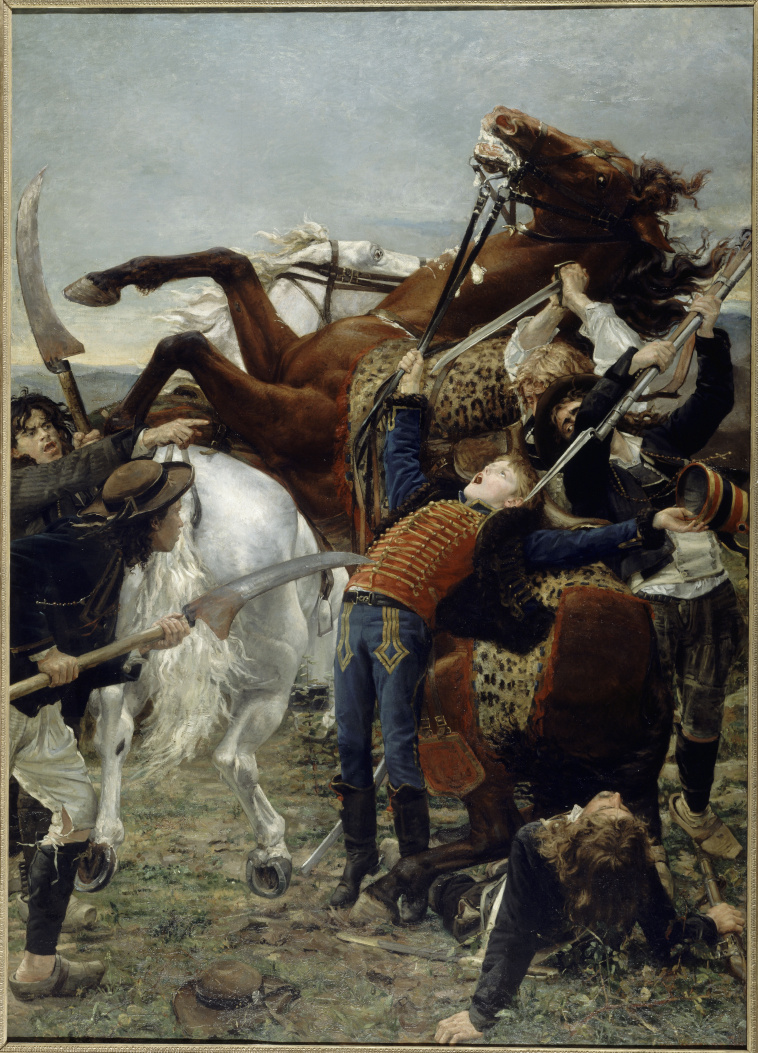
Śmierć Josepha Bary, obraz J. Weertsa

Joseph Bara lub Barra (ur. 30 lipca 1779 w Palaiseau, zm. 7 grudnia 1793 w Jallais) – francuski ochotnik, uczestnik wojen wandejskich po stronie republikanów. Jego udział w walkach i śmierć stały się obiektem jednej z rewolucyjnych legend.

## Życiorys
Po ogłoszeniu masowego zaciągu ochotników (levée en masse) jesienią 1792 trzynastoletni Bara zgłosił się do Desmaresa, dowódcy dywizji stacjonującej w Bressuire, by zaciągnąć się do wojska. Mimo młodego wieku został zaakceptowany, podobno ze względu na wyrażany przez niego nadzwyczajny entuzjazm rewolucyjny. Desmares polecił również objąć opieką finansową jego ubogą rodzinę. Barra został doboszem 8 pułku huzarów i razem z nim został wysłany do Wandei. W bitwie pod Cholet zginął od ciosu szablą w czoło. Według innej wersji został porwany przez grupę Wandejczyków i zabity, gdy odmówił wzniesienia okrzyku „Niech żyje król!” – miał wówczas zakrzyknąć „Niech żyje republika!” lub według innej wersji zwymyślać napastników. Desmares, poruszony historią chłopca, poprosił Konwent Narodowy o dalsze wspieranie jego rodziców i opisał w szczegółach jego zachowanie, które miało być wzorem cnót republikańskiego żołnierza.

## Legenda

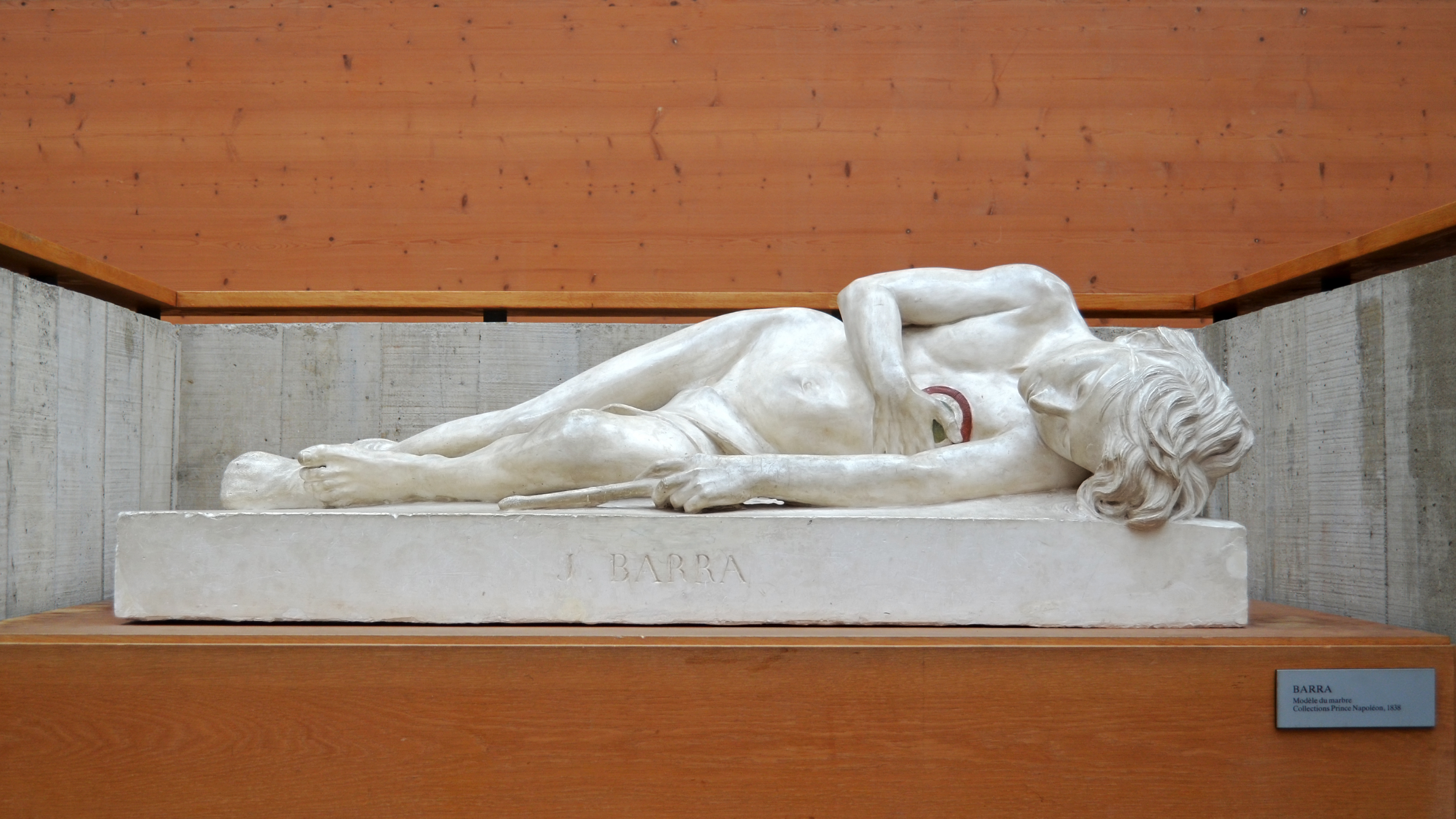
Barra, David d’Angers (1838).

28 grudnia 1793 Maksymilian Robespierre w mowie atakującej hebertystów wspomniał „młodego bohatera” Barę i wnioskował o jego pochówek w Panteonie. Bertrand Barère de Vieuzac dodał sugestię, by wykonać na koszt państwa jego pomnik i wydać grawiurę przedstawiającą jego udział w walce, która miała być rozesłana do szkół. Konwent podjął również uroczystą uchwałę o „adopcji matki Bary przez ojczyznę”. Jacques Louis David, obok innych obrazów o tematyce rewolucyjnej, wykonał również portret umierającego chłopca. W Paryżu i na prowincji Bara i zmarły w podobnych okolicznościach nieletni ochotnik Joseph Agricol Viala stali się bohaterami świąt rewolucyjnych. 28 lipca 1794 miały odbyć się specjalne obchody ku ich czci w Paryżu, udaremnione przez przewrót 9 thermidora. Z tych samych powodów nie doszło do skutku planowane przeniesienie ciała chłopca do Panteonu.

### Bara w literaturze i sztuce
Z inspiracji rządu francuskiego lub za sprawą artystów popierających rewolucję powstała ogromna liczba dzieł, w których wspomina się imię i śmierć Bary. Najbardziej znanymi z nich są opera, której autorem jest André Grétry, sztuka teatralna Apoteoza młodego Bary wystawiana przez Komedię Francuską oraz Pieśń wymarszu, w której jedna ze zwrotek została poświęcona młodym ochotnikom francuskim. Jeszcze w 1881 pomnik Bary został wzniesiony w Palaiseau.

## Kontrowersje
Ze względu na niewielką liczbę obiektywnych źródeł dotyczących Bary, istnieje dziś hipoteza, iż jego historia została w dużej mierze wymyślona, a przynajmniej podkoloryzowana przez Desmaresa. O ile nie ulega wątpliwości, że nastoletni chłopiec był doboszem w armii republikańskiej, o tyle podważane są jego „cnoty”, chwalone przez współczesnych: skromność, głębokie oddanie rewolucji, ogromna miłość do matki, wyjątkowa odwaga. Historyk Jean Martin twierdził, że Desmares świadomie wykreował mit Bary, by odwrócić uwagę od własnych niewielkich zdolności dowódczych (zresztą bez powodzenia). Podkreśla on również, że dalsze działania ku czci chłopca wpisywały się w powszechną w czasach rewolucyjnych gloryfikację heroizmu i tworzenie mitów narodowych (podobnych do tego o bitwie pod Valmy).